# Isla Donghai
La isla Donghai (en francés: Île de Tan-Hai, en chino tradicional, 東海島; en chino simplificado, 东海岛; pinyin, Dōnghǎi Dǎo) es una isla en la parte sureste de la zona urbana de Zhanjiang, Cantón (Guangdong), República Popular de China. Tiene un litoral de 159,48 km, con una superficie total de 286 km², por lo que es la isla más grande de Cantón y la quinta mayor de China. En 2008, tenía una población permanente de alrededor de 211.000 personas.